# Чарнецкий, Стефан
Сте́фан Чарне́цкий (Черне́цкий; пол. Stefan Czarniecki; 1599 — 16 февраля 1665) — крупный польский военный деятель, обозный великий коронный (1652), каштелян киевский (1652), староста ковельский (1655), региментарий (1656), воевода русский (1657—1664), староста тыкоцинский (1659), воевода киевский (1664—1665), гетман польный коронный Речи Посполитой (1665). Считается в Польше национальным героем, его имя упоминается в государственном гимне. Был известен особой жестокостью при подавлении антипольских восстаний на Украине.

## Биография
Стефан Чарнецкий родился в 1599 году в небогатой шляхетской семье в родовом поместье Чарнца близ города Влощова на юге Польши. Один из десяти сыновей старосты хенцинского и живецкого Кшиштофа Чарнецкого и Кристины Жешовской.
Был обучен военному делу в кавалерийском корпусе. Став офицером в возрасте 18 лет, он принимал участие в Хотинской битве 1621 года, в которой были побеждены османы и после которой окончилась польско-турецкая война. Позже Чарнецкий служил под началом гетмана Станислава Конецпольского и участвовал в походах против крымских татар в 1624 году, в частности в битве под Мартыновом. Военный опыт он также набрал в войне со шведами и в Смоленской войне. В 1637 году он одержал победу в Кумейковской битве, подавив восстание Павлюка на Украине. В 1644 году он вместе со Станиславом Конецпольским сражался в битве под Охматовом, в которой Речь Посполитая нанесла тяжёлое поражение крымско-татарскому войску под командованием перекопского мурзы Тугай-бея.
16 мая 1648 года Чарнецкий был среди многочисленных польских дворян, которые оказались в плену у Богдана Хмельницкого после битвы под Жёлтыми Водами. Он был послан в цепях в Крым, откуда был выкуплен за большие деньги в 1649 году. После этого он вновь принимал активное участие в битвах против казаков во время восстания Хмельницкого, в том числе и в победной для поляков Берестецкой битве (1651), и в разгромной битве под Батогом (1652). В последней он едва избежал смерти, спрятавшись в стоге сена и наблюдая расправу казаков над несколькими тысячами поляков. Вследствие этого он всегда придерживался мнения, что никакие компромиссы с врагами Речи Посполитой невозможны.
После того, как в Польшу вторглись войска шведского короля Карла X, Чарнецкий первоначально командовал обороной Кракова, но был вынужден сдать город из-за отсутствия продовольствия. При сдаче города поляки смогли добиться ухода войска без взятия в плен. Чарнецкий прибыл в Глогувек и командовал в 1656 году вместе с градоначальником Ежи Любомирским. 1 февраля дивизия Чарнецкого пересекла Вислу, затем с марша взяла Сандомир и продвинулась к Пулавам, но потерпела поражение. Чарнецкий оставался верным королю даже тогда, когда бо́льшая часть армии, сейма и гетманов присоединились к шведам. Он организовал партизанскую войну, которая оказалась подходящим и эффективным средством против мощной огневой силы и высокой подвижности шведов. Чарнецкий нанёс шведам несколько серьёзных поражений, в частности при Ярославе и Козенице в 1656 году, однако и сам был разбит небольшим шведским отрядом у Хойнице. Тем не менее, организованное под его руководством народное восстание против шведов закончилось успехом. Благодаря Чарнецкому король Ян II Казимир смог вернуться из ссылки и вновь встать во главе государства.
После ухода шведов из Польши и заключения союза с Данией, Чарнецкий командовал войском, посланным в Ютландию для изгнания шведов. После подписания Оливского мира, в котором были урегулированы все польско-шведские противоречия, Чарнецкий был переведён на восточную границу Речи Посполитой, где шла война с Россией. В 1660 году был назначен воеводой русским (Русского воеводства с центром в Львове) и командовал польскими отрядами в победоносной битве под Полонкой.  Впоследствии стремится развить успех и вернуть утраченный ранее поляками Смоленск, однако в сражении на реке Басе был остановлен ратью князя Долгорукова и вынужден был отойти, сняв осаду с Могилева и отказавшись от своих наступательных планов. В этом сражении войско Чарнецкого потеряло около 1500 человек, в числе которых было множество убитых, в целом, безвозвратные потери польско-литовского войска были в 3-4 раза выше, чем у армии Долгорукова. Русские потеряли 1099 человек, включая 384 погибших и 199 пропавших без вести.
В начале 1661 года польский сейм публично отметил заслуги Чарнецкого, а король Ян II Казимир наделил его титулами и богатствами.
Чарнецкий участвовал в провальном для польской стороны зимнем походе на Левобережную Украину 1663—1664 годов, в том числе в безуспешной осаде Глухова. В Пироговской битве хоругвям Чарнецкого удалось отразить переправившиеся через Десну казацкие отряды гетмана Ивана Брюховецкого, что обеспечило королевской армии планомерное отступление. После того, как в тылу поляков вспыхнуло крупное правобережное восстание, отделился с частью армии от Яна II Казимира и отправился на его подавление. В 1664 году Чарнецкий сжёг и разграбил хутор Суботов, ранее принадлежавший Богдану Хмельницкому. Чарнецкий разрушил гробницы Богдана и Тимоша Хмельницких в Ильинской церкви, а их останки приказал выбросить на рыночную площадь.
Несмотря на численное превосходство при осаде Медвина, Чарнецкий не смог одержать победу над оборонявшимся в нём небольшим отрядом русских войск во главе с Григорием Косаговым. Чарнецкий умер от огнестрельной раны через несколько дней после осады Ставища, в котором он после взятия приказал вырезать всех жителей, вне зависимости от пола и возраста. За шесть недель до смерти был пожалован титулом польного гетмана коронного. Погребён в родовом поместье Чарнца в построенной им церкви.

## В художественной литературе
- В рассказе Людмилы Улицкой «Пиковая дама» речь идёт о семействе современных потомков Чарнецкого, «лютого польского воеводы».
- Героические деяния Стефана Чарнецкого в годы борьбы Речи Посполитой со шведской агрессией изображены в романе Г. Сенкевича «Потоп» (1886) и в снятом по нему одноимённом фильме Ежи Гофмана (1974), роль полководца в котором исполнил Веслав Голас.